# Mailín Vargas
Mailín Vargas (* 24. März 1983) ist eine kubanische Kugelstoßerin.
2008 wurde sie Zehnte bei den Olympischen Spielen in Peking. Im Jahr darauf gewann sie Gold bei der Universiade in Belgrad und wurde Neunte bei den Weltmeisterschaften in Berlin.
2011 schied sie bei den Weltmeisterschaften in Daegu in der Qualifikation aus und wurde Vierte bei den Panamerikanischen Spielen in Guadalajara.

## Persönliche Bestleistungen
- Kugelstoßen: 19,13 m, 3. Juni 2011, Havanna
  - Halle: 18,23 m, 28. Februar 2010, Valencia